# Пастор
Па́стор (от лат. pastor — «пастух»; ивр. רועה‎, иуд.-арам. רעיא‎), также па́стырь — библейский термин, указывающий на обязанность пастыря заботиться о Церкви, то есть о пастве (аллегорически «стадо овец»). В лютеранских общинах «пасторами» называют людей, призванных для публичной проповеди и совершения таинств.
Неофициально «пастырь» и «пастор» применимо к священникам в католичестве.

## Пастор в протестантизме
Протестантизм придерживается концепции «всеобщего священства» и в протестантизме пастор не рассматривается как священник, имеющий особый статус, отличный от статуса других членов церкви, он рассматривается как лицо, занимающее определённое служение и имеющее соответствующее рукоположение. Протестантский пастор является проповедником юридически зарегистрированной религиозной организации. Протестантизм позаимствовал слова «пресвитер» и «епископ» из Библии, а слово «пастор» используется в качестве синонима этих терминов. В немецкой конгрегации используется словосочетание нем. Herr Pastor («господин пастор»). В некоторых деноминациях раннего протестантизма пасторская одежда — чёрная рубашка и белый воротничок, в конфессиях позднего протестантизма — классический европейский костюм.
В Российской империи стать пастором мог мужчина не моложе 25 лет, который был крещён, конфирмован, успешно окончил богословский факультет университета. Ни один проповедник не мог быть назначен на должность вопреки желанию прихожан. Обряд посвящения в проповедники совершался суперинтендантом или генерал-суперинтендантом, обряд введения проповедника в должность мог совершать пробст. Проповедник был обязан навещать больных, заключённых, заботиться о бедных, наблюдать за религиозным образованием молодёжи, посещать школы. Он должен был вести списки всех родившихся, крещённых, конфирмованных, обручённых, оглашенных, сочетавшихся браком и погребённых в своем приходе. Списки крещённых, бракосочетавшихся и погребённых ежегодно сдавались в консисторию. Пастор был обязан вести общий список прихожан и писать хронику прихода, фиксируя важнейшие события, происшедшие в общинах. Проповеднику запрещалось заниматься торговлей, ремёслами и другими делами, несообразными с его духовным саном, ему не разрешалось подавать иски в суд, кроме дел, касавшихся его самого или его семьи, не дозволялось отлучаться из прихода по воскресеньям, а также более, чем на неделю без разрешения начальства. Кроме жалованья, которое платило пасторам государство, им разрешалось принимать вознаграждения за совершение треб.